# Lindelofia anchusoides
Espèce
Classification phylogénétique
Lindelofia anchusoides est une espèce de plantes herbacées de la famille des Boraginacées originaire d'Asie himalayenne.
Nom russe : Линделофия длинностолбиковая

## Description
Il s'agit de plantes vivaces herbacées érigées.
Les feuilles sont entières et alternes. Les feuilles basales sont longuement pétiolées.
La corolle est campanulée, bleue ou bleu-rosée. Le tube de la corolle est plus long que le calice. Le style est long et persistant.

## Distribution
Lindelofia anchusoides est originaire de l'Himalaya : Afghanistan, Pakistan, Cachemire, Chine.
Un début d'utilisation ornementale commence à la répandre dans les pays tempérés froids.

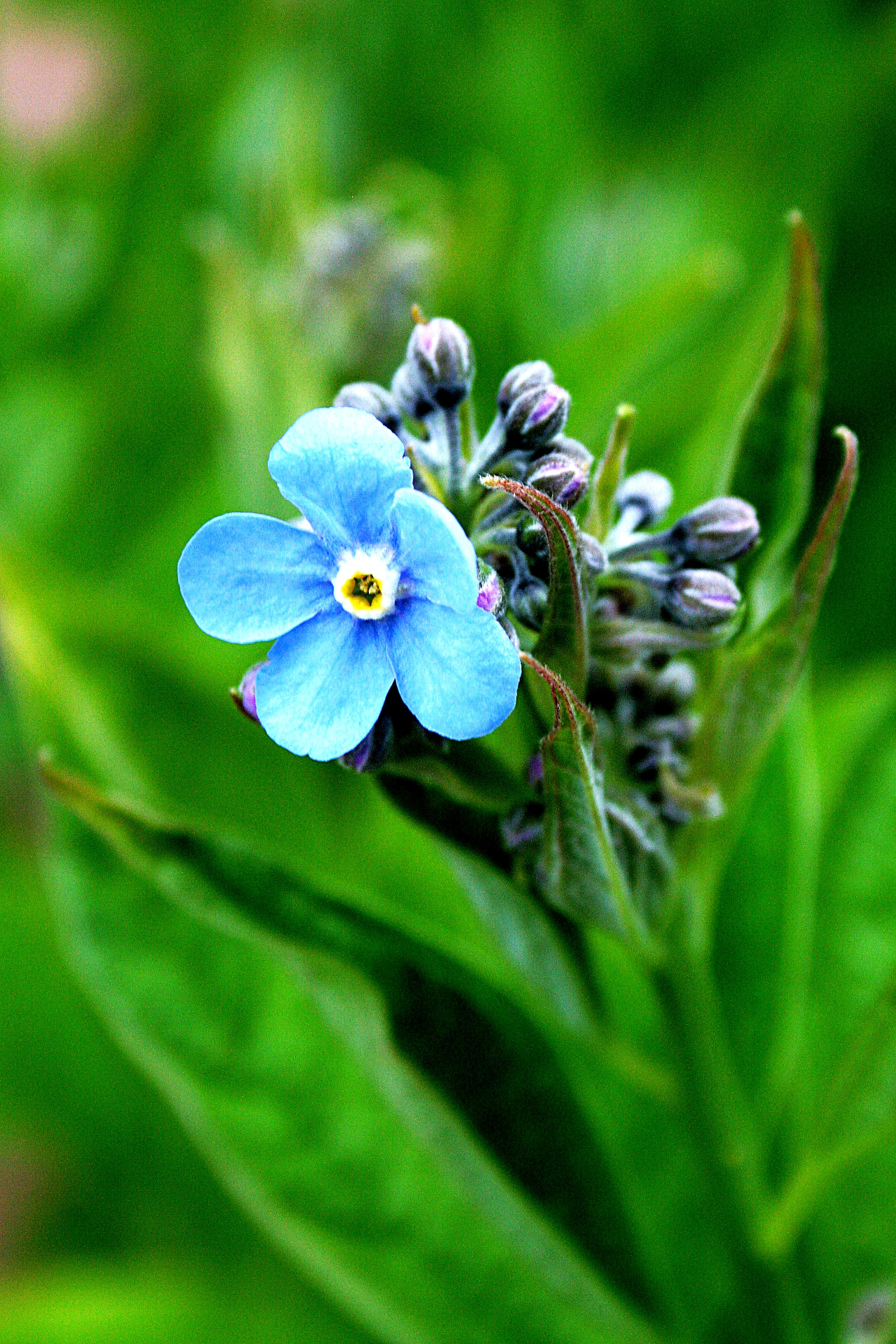
Fleurs.

## Historique et position taxinomique
Lindelofia anchusoides appartient à la sous-famille des Boraginoideae.
En 1842, John Lindley décrit une première fois cette espèce à partir d'un échantillon envoyé du Cachemire ; il la place dans le genre Cynoglossum : Cynoglossum anchusoides Lindl. et lui attribue comme épithète spécifique anchusoides en raison de sa ressemblance avec les espèces du genre Anchusa.
Johann Georg Christian Lehmann utilise cette espèce comme l'une des deux espèces types du genre qu'il décrit en 1850 : Lindelofia anchusoides (Lindl.) Lehm..
En 1876, George Bentham et Joseph Dalton Hooker la placent dans le genre Paracaryum : Paracaryum anchusoides (Lindl.) Benth. & Hook.f., déplacement cependant invalide. Le genre Paracaryum avait été décrit par Pierre Edmond Boissier en 1848.
August Brand procède à deux révision du genre en 1915 et la renomme Adelocaryum anchsoides (Lindl.) Brand) en en faisant l'espèce type du nouveau genre Adelocaryum.
Dans une revue complète du genre, Mikhail Grigoríevič Popov la replace en 1953 dans le genre Lindelofia.
Le nombre de base des chromosomes est de 12 : 2 × n = 24 chromosomes.
Cette espèce compte de nombreux synonymes :
- Adelocaryum anchusoides (Lindl.) Brand
- Cynoglossum anchusoides Lindl.
- Lindelofia cynoglossoides Brand
- Paracaryum anchusoides (Lindl.) Benth. & Hook.f.
- Paracaryum heliocarpum A.Kern.

Deux sous espèces sont aussi répertoriées :
- Lindelofia anchusoides subsp. aspera (Rech.f.) F.Sadat (1989) - synonyme : Lindelofia aspera Rech.f.
- Lindelofia anchusoides subsp. macrostyla (Bunge) Kamelin (1975) - synonymes : Cynoglossum macrostylum Bunge, Lindelofia macrostyla (Bunge) Popov